# Myrosma cannifolia
Myrosma cannifolia är en strimbladsväxtart som beskrevs av Carl von Linné d.y.. Myrosma cannifolia ingår i släktet Myrosma och familjen strimbladsväxter. Inga underarter finns listade.